# 雨宮栄一 (神学者)
雨宮 栄一（あめみや えいいち、1927年1月7日 - 2019年8月26日）は、日本の牧師、神学者、中部学院大学名誉教授。
日本統治時代の朝鮮京城生まれ。1953年日本基督教神学専門学校卒業。62-63年西ドイツに留学。日本基督教団山梨教会(旧、日本基督教会)、阿佐ヶ谷東教会、東駒形教会牧師、97年中部学院大学教授。ドイツのプロテスタント教会、日本近代のキリスト教などについて多くの著書がある。

## 著書
- バルメン宣言研究 ドイツ教会闘争史序説 日本基督教団出版局 1975
- 日本の告白教会の形成 新教出版社 1975 (今日のキリスト教双書)
- ドイツ教会闘争の展開 日本基督教団出版局 1980.6
- 日本キリスト教団教会論 新教出版社 1981.10 (教会と宣教双書
- 神の言葉はとこしえに保つ バルメン宣言による説教 新教出版社 1984.6 (新教新書)
- ユダヤ人虐殺とドイツの教会 教文館 1987.5
- ドイツ教会闘争の挫折 日本基督教団出版局 1991.1
- 二人の平和主義者の殉教 H.シュテールとD.ボンヘッファー 新教出版社 1995.9
- 主を覚え、死を忘れるな カール・バルトの死の理解 新教出版社 2002.2
- 青春の賀川豊彦 新教出版社 2003.9
- 貧しい人々と賀川豊彦 新教出版社 2005.5
- 暗い谷間の賀川豊彦 新教出版社 2006.4
- 若き植村正久 新教出版社 2007.9
- 戦う植村正久 新教出版社 2008.9
- 牧師植村正久 新教出版社 2009.6
- 評伝高倉徳太郎 新教出版社 2010-11

## 共編著
- 福音を恥とせず 聖書・信仰告白・戦責告白 福田正俊共編 日本基督教団出版局 1973
- 教義学とは何か 村上伸共編 日本基督教団出版局 1987.5
- 罪責を担う教会の使命 森岡巌共編 新教出版社 1987.11
- 日本基督教団50年史の諸問題 森岡巌共編 新教出版社 1992.6 (新教コイノーニア)
- 井上良雄研究 「世のための教会」を求めて 小川圭治,森岡巌共編 新教出版社 2006.6 (新教コイノーニア)

## 翻訳
- マルティン・ニーメラー その戦いの生涯 ディートマール・シュミット 新教出版社 1966
- ドイツ教会闘争への道 近代ドイツ教会史1815-1945年 クピッシュ 新教出版社 1967
- 政治・社会問題論文集 上 村上伸,井上良雄共訳 カール・バルト著作集 6 新教出版社 1969
- ボンヘッファー伝 2-3 E.ベートゲ 新教出版社 1973-74
- 祈りを豊かに 編訳 日本基督教団出版局 1976
- ナチへの抵抗 ドイツ教会闘争証言集 W.ニーメラー,G.ハーダー編 日本基督教団出版局 1978.3
- ただ証人として 東ドイツ説教集 F.ヴィンター編 日本基督教団出版局 1979.3
- 福音主義神学概説 H.ミューラー 森本あんり共訳 日本基督教団出版局 1987.9
- カール・バルト説教選集 7 日本基督教団出版局 1994.1
- カール・バルト説教選集 18 武田武長,村上伸共訳 日本基督教団出版局 2000.5
- カール・バルトと反ナチ闘争 1933-1945年 ユダヤ人問題を中心に エーバーハルト・ブッシュ 新教出版社 2002
- カール・バルト説教選集 17 村上伸共訳 日本キリスト教団出版局 2003.4